# Flughafen Bergerac

i7
i11
i13
Der Flughafen Bergerac (IATA-Code: EGC, ICAO-Code: LFBE) liegt in der französischen Kommune Bergerac im Département Dordogne. Betreiber des Flughafens ist die IHK Dordogne.  Er ist von 8 bis 19 Uhr geöffnet.
Nach der Besetzung Frankreichs durch die deutsche Wehrmacht 1940 wurde der Flugplatz zeitweise von der Luftwaffe genutzt. Zwischen August 1943 und Februar 1944 lag hier die 3. Staffel der Jagdgruppe Ost, ausgerüstet mit Bf 109F/G und Fw 190A.